# Vol BOAC 911
Le 5 mars 1966, le Boeing 707 assurant le vol BOAC 911 (indicatif d'appel « Speedbird 911 »), un vol international régulier entre Londres et Hong Kong, avec plusieurs escales prévues à Montréal, San Francisco, Honolulu, Fukuoka et Tokyo, s'est désintégré en plein vol peu après son décollage de l'aéroport international de Tokyo-Haneda, à la suite de fortes turbulences atmosphériques près du mont Fuji ; l'accident cause la mort des 113 passagers et des 11 membres d'équipage présents à bord,.

## Déroulement du vol
L'appareil assurant le vol 911, un Boeing 707-436 immatriculé G-APFE) est arrivé à l'aéroport de Tokyo Haneda à 12 h 40 le jour de l'accident en provenance de l'aéroport de Fukuoka, où il s'était dérouté la veille en raison des conditions au sol à Tokyo.
Le temps s'était depuis amélioré derrière un front froid avec un gradient de pression abrupt apportant de l'air frais et sec du continent asiatique sur un fort flux d'ouest-nord-ouest, avec un ciel cristallin.
Pour le segment suivant Tokyo-Hong Kong, l'équipage a reçu un compte-rendu météo d'un représentant de la compagnie, et a déposé un plan de vol aux instruments (IFR) prévoyant un départ en direction du sud de Haneda via l'île d'Izu Ōshima, puis sur la voie aérienne JG6 vers Hong Kong au niveau de vol FL310 (31 000 pieds, 9 400 m).
Le vol 911 était alors assuré par le commandant de bord Bernard Dobson (45 ans), qui a été décrit comme un pilote très expérimenté qui pilotait sur Boeing 707 depuis 1960, ainsi que le copilote Edward Maloney (33 ans), le second officier Terence Anderson (33 ans) et l'ingénieur de vol Ian Carter (31 ans). Dans la cabine, 89 passagers venaient des États-Unis, un membre d'équipage et 12 passagers venaient du Japon, neuf membres d'équipage venaient du Royaume-Uni, le membre d'équipage restant et un passager venaient de Chine, un venait du Canada et un de Nouvelle-Zélande tandis que les nationalités des neuf passagers restants ne sont pas connues.
À 13 h 42, l'équipage a contacté le contrôle aérien pour demander l'autorisation de démarrer les moteurs, et modifier sa demande d'autorisation pour une montée dans des conditions météorologiques de vol à vue (VMC) en direction de l'ouest via les points de cheminement Fuji-Rebel-Kushimoto, ce qui l'amènerait plus près du Mont Fuji, peut-être pour donner aux passagers une meilleure vue de ce monument.
L'avion commence le roulage à 13 h 50 et a décollé dans le vent du nord-ouest à 13 h 58. Après le décollage, l'avion a effectué un virage à droite en montée continue au-dessus de la baie de Tokyo et a roulé sur un cap sud-ouest, passant au nord d'Odawara. Il a ensuite viré de nouveau à droite vers la montagne, survolant Gotemba sur un cap d'environ 298°, à une vitesse indiquée de 320  à   370 nœuds (592  à   685 km/h) et à une altitude d'environ 16 000 pieds (4 900 m). L'avion a ensuite rencontré de fortes turbulences, l'amenant à se disloquer en vol et à s'écraser dans une forêt.

## Enquête

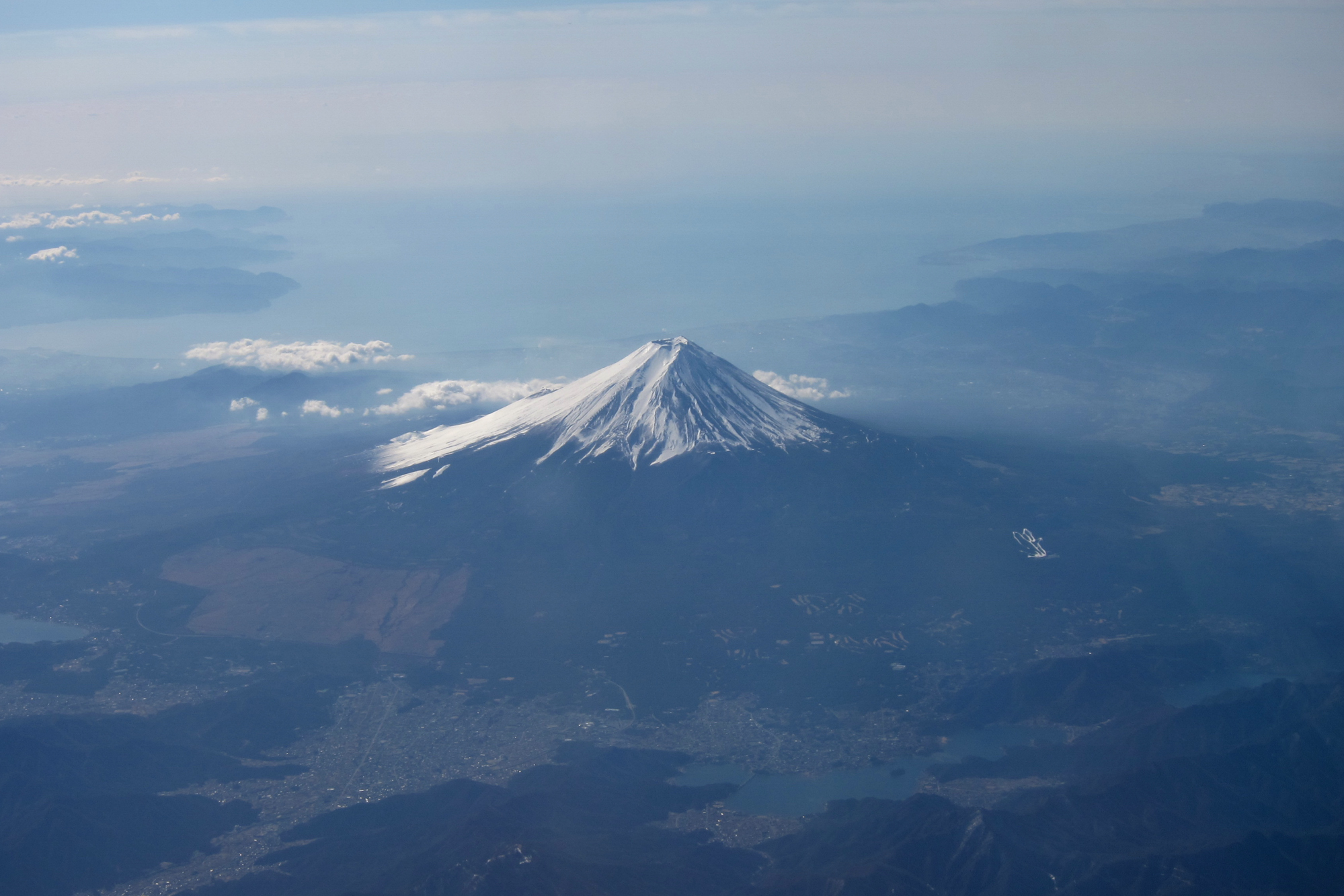
Prise de vue aérienne du Mont Fuji, lieu de l'accident.

Le vol 911 a laissé derrière lui un champ de débris de 16 km de long. L'analyse de l'emplacement de l'épave a permis aux enquêteurs de déterminer que les fixations du stabilisateur vertical au fuselage ont cédé en premier. Le stabilisateur vertical a laissé des traces de peinture indiquant qu'il s'est détaché du stabilisateur horizontal par le côté bâbord, alors qu'il partait vers la gauche et vers le bas. Peu de temps après, la dérive ventrale et les pylônes des quatre moteurs ont cédé en raison d'une contrainte structurelle excessive vers la gauche, suivis de peu par le reste de l'empennage. Le 707 est ensuite entré dans une vrille, la partie avant du fuselage et l'extrémité de l'aile droite se désagrégeant peu avant l'impact avec le sol.
Bien que des fissures par surcharge aient été décelées dans les trous de boulons du stabilisateur vertical, des tests ultérieurs ont permis de déterminer qu'elles n'avaient pas contribué à sa défaillance structurelle. Il s'agissait néanmoins d'un problème potentiel de sécurité de vol important. Des inspections ultérieures sur des Boeing 707 et des Boeing 720, à la suite de cette découverte, ont révélé qu'il s'agissait d'un problème courant, et des mesures de maintenance correctives ont finalement été prises sur l'ensemble de la flotte.
Le lendemain du crash, des rumeurs ont circulé selon lesquelles les vents violents au-dessus du mont Fuji en seraient la cause. The New York Times a notamment écrit que, malgré les premiers rapports d'incendie et d'explosion en vol, les experts en aviation étaient d'avis que les conditions de vent autour du volcan pourraient avoir causé le crash, la proximité du sommet étant connue pour les violents courants d'air qu'il provoque. Les forces violentes exercées par les turbulences auraient pu provoquer la défaillance structurelle de l'un des moteurs, entraînant un incendie ultérieur.
Le rapport d'enquête conclut que le vol 911 s'est écrasé à la suite de sa rencontre avec des turbulences anormalement fortes au-dessus de la ville de Gotemba, qui ont imposé une charge structurelle considérablement supérieure à la limite de conception du 707. Il indique également « qu'il n'est pas déraisonnable de supposer que, le jour de l'accident, de puissantes ondes orographiques existaient prés du sommet du mont Fuji, et que la rupture de ses ondes orographiques a entraîné des turbulences à petite échelle, dont l'intensité aurait pu devenir importante, voire extrême, en peu de temps ».